# Cidade do Samba Joãosinho Trinta
A Cidade do Samba Joãosinho Trinta, também conhecida como Cidade do Samba, é uma área destinada aos barracões das escolas de samba do Grupo Especial do Rio de Janeiro, localizada no coração do bairro carioca da Gamboa, tendo a sua entrada principal localizada na Rua Arlindo Rodrigues. 
Na Cidade do Samba são elaboradas as alegorias e fantasias destas agremiações. Criada com o nome de Cidade do Samba, em 2006,  passou a ter a atual denominação em 2011, por um decreto do prefeito Eduardo Paes, como uma homenagem ao carnavalesco falecido naquele ano.

## O projeto
O projeto arquitetônico foi elaborado por Vitor Wanderley e João Uchôa. A concepção arquitetônica da Cidade do Samba se apoiou em dois conceitos básicos. O primeiro, com o objetivo de se criar uma integração visual com a arquitetura  dos armazéns do cais do porto e dos barracões das antigas oficinas de trem localizadas no terreno.  Desta forma, ao mesmo tempo em que se estará promovendo, através da imagem, um fortalecimento dos projetos de revitalização da área portuária, a arquitetura inglesa do início do século XIX, erguida em tijolo aparente, irá remeter o projeto aos princípios da produção industrial.  No caso, o lançamento do conceito da moderna indústria do carnaval.
O segundo conceito seria o de somar o processo de fomentação da indústria do carnaval à indústria do turismo e do entretenimento.  Na Cidade do Samba, os espaços para visitação, para o lazer e para a realização de atividades artísticas e culturais estarão estruturados para a promoção de uma atividade anual e diária.

## A estrutura

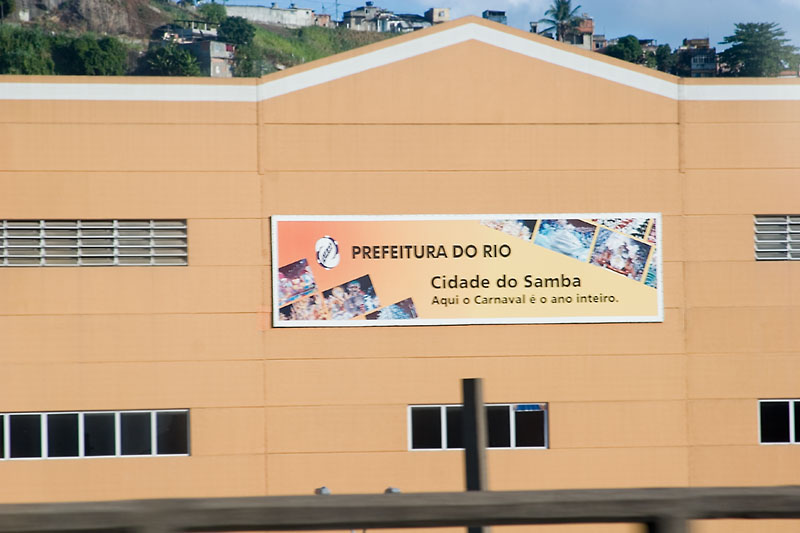
Cidade do Samba.

Toda a estrutura projetada tem como objetivo garantir qualidade, segurança e eficiência na montagem do carnaval carioca e de se criar, no Rio de Janeiro, uma atividade turística profissional e permanente.
Os 14 barracões, têm, no primeiro piso, onde são montados os carros alegóricos, estrutura compartimentada  para a realização dos serviços de serralheira, carpintaria, vidraçaria e borracheiro, estando todos os espaços interligados por depósito de materiais, almoxarifado vertical e monta carga.  Ainda no primeiro piso, os barracões possuem recepção, loja, elevador, escadas de acesso e subestação elétrica.
O segundo piso é reservado para refeitório e vestiários projetados para receber um fluxo diário de até 150 pessoas.
O terceiro piso é reservado para as salas administrativas, salas de criação, de arte, sala de reunião, sala de direção de carnaval, guarda de fantasias, e salas de direção e da presidência da escola.
O quarto piso, com área aproximada de 2700 m², recebe a montagem de adereços, esculturas de isopor, almoxarifado, com empastelamento, pintura e resina em ambientes separados dos demais, onde têm-se exaustão mecânica e filtragem de ar segundo as normas da ABNT.
Toda a edificação possui escadas de emergência, sistema contra incêndio, elevador, banheiros e monta carga vertical. Importante frisar que todos os andares atendem as normas de operação e as técnicas de exigência de segurança civil e predial.
Importante destacar que os barracões têm capacidade para a montagem de até 12 carros alegóricos, com pé direito de 12 metros, espaço para a colocação de mesas de montagem, circulação longitudinal e transversal livres e portas de emergência para escape.
Na parte externa, os barracões possuem uma passarela em toda a extensão do contorno dos prédios, de onde pode ser visto o interior dos barracões e serve de espaço para assistir aos desfiles técnicos das escolas.
A grande área central é o espaço de lazer, encontro e entretenimento.  A área de lazer tem bares, restaurantes, banheiros, palcos para shows, exposições de peças de carnaval e jardins com bancos, pergolados e duas enormes tendas para a exposição de carros alegóricos e realização de eventos. Neste local há 14 galpões. Atualmente funcionam como barracão para as 12 escolas do Grupo Especial do Rio de Janeiro.
A Cidade do Samba começou a ser usada em setembro de 2005, para o Carnaval de 2006. As escolas de samba rebaixadas após o carnaval 2006 (Caprichosos e Rocinha) tiveram que deixar seus barracões, enquanto que a Estácio, escola campeã do Grupo de Acesso A de 2006, passou a ocupar o barracão da Caprichosos de Pilares. O antigo barracão da Acadêmicos da Rocinha, ficou desocupado até ser utilizado para outros fins. A mesma coisa aconteceu em 2007 quando Estácio e Império Serrano, escolas de samba que foram rebaixadas para o Grupo de Acesso A em 2008, tiveram que deixar seus barracões; sendo que o barracão da Estácio de Sá foi ocupado pela São Clemente, escola campeã do Grupo de Acesso A de 2007 e a do Império Serrano foi ocupado pela Liga Independente das Escolas de Samba do Rio de Janeiro. Em 2008, o Império Serrano que havia retornado ao Grupo Especial ocupou o barracão da São Clemente.
Para 2010, a União da Ilha, que havia retornado ao Grupo Especial, ocupou o barracão do Império Serrano.
Na manhã de 7 de fevereiro de 2011, um incêndio atingiu os barracões da Liesa, da Grande Rio, da Portela e da União da Ilha. A Grande Rio, que já estava com seu carnaval praticamente pronto, perdeu todos os carros, fantasias e adereços. A União da Ilha também perdeu cerca de 90% de tudo que já estava pronto. A defesa civil informou que toda a parte superior desses barracões, atingidos pelo incêndio tinham  que ser demolidos. Isso tudo aconteceu a menos de 30 dias do carnaval 2011. Na noite do dia 7, o prefeito Eduardo Paes juntamente com os representantes das escolas se reuniram e definiram que essas escolas prejudicadas não competiriam e que nenhuma escola seria rebaixada no carnaval 2011.. Com o atraso das obras, devido ao fogo, Renascer, Ilha e Portela entraram em dezembro , sendo que a Renascer fez 50% de seu carnaval, no Carandiru do Samba e Portela e Ilha fizeram num local improvisado, dentro da própria Cidade do samba.
Em 2014, mesmo sendo rebaixada para a Série A, a Inocentes não saiu de seu galpão para a entrada da Império da Tijuca, tudo isso em função das obras de revitalização do porto, sendo que o Império da Tijuca ocupou o galpão 7. Devido as Olimpíadas de 2016, o COI decidiu utilizar dois galpões para a logística da competição, com isso Viradouro, que voltou a Série A 2016 e Império da Tijuca, que permaneceu no grupo, deixaram a Cidade do Samba. Em termos de localização, a Estácio que retornou ao Grupo Especial, ocupou o barracão que era da Portela, que foi para outro galpão.
Depois de dois anos sem rebaixamentos, a Imperatriz Leopoldinense que desceu pra Série A ficou no seu galpão, mas entretanto o Império Serrano, sairá e entrará a Estácio de Sá.
Em 2021, a Beija-Flor deu o nome de Laíla ao seu barracão de número 11 na Cidade do Samba, em homenagem ao diretor de carnaval que fez história na escola de Nilópolis, que faleceu vítima da COVID-19.. depois do carnaval 2022, as escolas de samba que foram rebaixadas ao segundo grupo, não ocuparam mais a Cidade do Samba, com isso Estácio de Sá, União da Ilha deixaram seus galpões, assim como a recém rebaixada São Clemente e nisso envolvem também Paraíso do Tuiuti e Imperatriz que cederam seus galpões a LIESA. 

Após o carnaval de 2025, em Maio, a LIESA realizou algumas mudanças na ocupação pelas escolas do Grupo Especial. Com isso, o Paraíso do Tuiuti saiu do barracão que ocupava desde 2017 e passou a ocupar o barracão ocupado anteriormente pela Unidos de Padre Miguel, que foi rebaixada. A então escola vencedora da Série Ouro, a Acadêmicos de Niterói, passou a ocupar o antigo barracão do Tuiuti.

## Escolas na Cidade do Samba Joãosinho Trinta 2026
| Barracão       | Escola                                |
| -------------- | ------------------------------------- |
| 1              | Unidos do Viradouro                   |
| Rosa Magalhães | Imperatriz Leopoldinense              |
| 3              | LIESA                                 |
| 4              | Acadêmicos do Grande Rio              |
| 5              | Unidos de Vila Isabel                 |
| 6              | Portela                               |
| 7              | Paraíso do Tuiuti                     |
| 8              | Acadêmicos do Salgueiro               |
| 9              | Acadêmicos de Niterói                 |
| 10             | Mocidade Independente de Padre Miguel |
| Laíla          | Beija-Flor de Nilópolis               |
| 12             | Unidos da Tijuca                      |
| 13             | Estação Primeira de Mangueira         |
| 14             | LIESA                                 |

## Na cultura popular
- Trechos do filme Apaixonados: O Filme, de Paulo Fontenelle, (2016) forma gravados na Cidade do Samba Joãosinho Trinta.[14]

- No filme Um Ano Inesquecível – Verão, de Cris D'Amato (2023), uma moça consegue uma vaga de costureira na Portela, e descobre o universo do carnaval. [15]
- No conto Amor de Carnaval, de Thalita Rebouças, da coletânea de narrativas Um Ano Inesquecível (2015), uma jovem consegue uma vaga de costureira na Portela e descobre o universo do carnaval. . [16]
- Um trecho do romance O Grande Dia, do escritor suíço Pierre Cormon (2024), se passa na Cidade do Samba Joãosinho Trinta. [17]